# Goleta peckhami
Goleta peckhami là một loài nhện trong họ Salticidae.
Loài này thuộc chi Goleta. Goleta peckhami được Eugène Simon miêu tả năm 1900.